# بقعه شاهزاده محمد
بقعه شاهزاده محمد مربوط به دوره صفوی است و در شهرستان تفرش، روستای محله فم واقع شده و این اثر در تاریخ ۵ اسفند ۱۳۴۱ با شمارهٔ ثبت ۴۳۲ به‌عنوان یکی از آثار ملی ایران به ثبت رسیده است.